# 黑树镇
黑树镇是中国云南省昭通市镇雄县下辖的一个镇。

## 行政区划
黑树镇下辖以下地区：
黑树村、碗水村、尾嘴村、苏木村和泥坝村。